# Céline Sallette
Céline Sallette, née le 25 avril 1980 à Bordeaux, est une actrice et réalisatrice française.

## Biographie

### Jeunesse et formation
Née en avril 1980 à Bordeaux, elle grandit à Arcachon.
Après le baccalauréat, elle fait une licence d'études théâtrales à l'université Bordeaux-Montaigne, où elle est formée notamment par Georges Bigot. Elle joue ensuite brièvement dans la compagnie du Petit Théâtre de Pain, puis, en 1999, Laurent Laffargue la fait jouer dans son diptyque shakespearien Nos nuits auront raison de nos jours, composé d'Othello et du Songe d'une nuit d'été. 
En 2002, elle fait un stage sous la direction d'Ariane Mnouchkine au Théâtre du Soleil et intègre le Conservatoire national supérieur d'art dramatique de Paris.

### Débuts d'actrice (années 2000)
À sa sortie du Conservatoire, le premier qui lui donne sa chance pour un vrai rôle est Patrick Grandperret, grand découvreur de talents, elle sera Lizzy dans Meurtrières en 2005.
En 2006, elle fait partie de la distribution de la superproduction dirigée par Sofia Coppola, Marie-Antoinette. Elle joue ensuite chez Pascal Bonitzer, Philippe Garrel et Jean-Pierre Denis notamment.
En 2008, elle tient un des rôles principaux dans L'École du pouvoir de Raoul Peck, téléfilm en deux parties qui raconte l’histoire de cinq jeunes élèves de la promotion Voltaire de l’ENA entre 1977 et 1986.

### Reconnaissance critique (2012-2015)

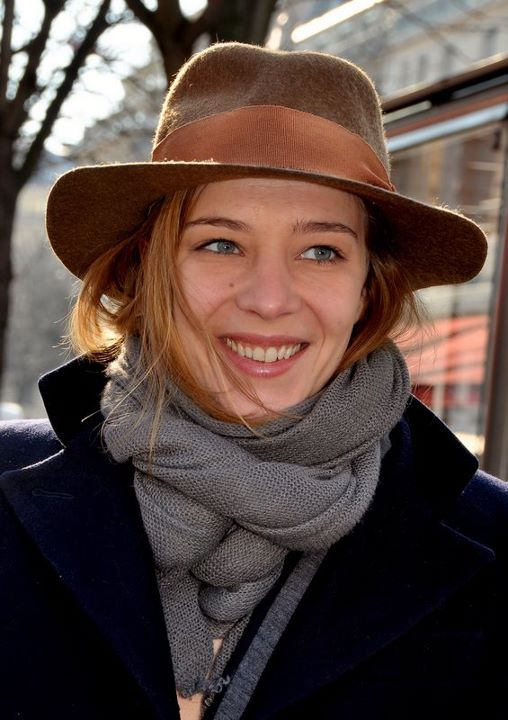
L'actrice au déjeuner des nommés des Césars 2012, pour L'Apollonide : Souvenirs de la maison close.

Son rôle dans L'Apollonide : Souvenirs de la maison close, de Bertrand Bonello, lui offre une nomination au César du meilleur espoir féminin en 2012.
La même année, elle tient des seconds rôles dans des projets plus exposés : Dans la tourmente, porté par Clovis Cornillac, Mathilde Seigner et Yvan Attal. Elle figure aussi au casting de deux drames porté par des grands cinéastes : De rouille et d'os, de Jacques Audiard et Le Capital, de Costa-Gavras. Elle est aussi la tête d'affiche du drame indépendant Ici-bas de Jean-Pierre Denis.
L'année 2013 est marquée par la sortie de deux films : l'auto-fiction de Valeria Bruni Tedeschi, Un château en Italie, puis le drame François Dupeyron, Mon âme par toi guérie, où elle seconde Grégory Gadebois.
En 2013, elle opère un retour remarqué au théâtre, dans Molly Bloom, la chair qui dit oui, toujours avec Laurent Laffargue qui la dirige dans un seul-en-scène crépusculaire, extrait du dernier chapitre du roman-fleuve Ulysse, de James Joyce, dont elle cosigne l'adaptation.
Elle est en 2014 à l'affiche du nouveau film de Tony Gatlif, Geronimo, dont elle assure le rôle principal. Puis elle seconde Mathieu Kassovitz dans le drame Vie sauvage, de Cédric Kahn. Elle conclut l'année avec un second rôle dans le thriller de Cédric Jimenez, La French, porté par Jean Dujardin.
Parallèlement, elle fait partie de la distribution de la série fantastique à succès Les Revenants, qui connaît deux saisons diffusées en 2012 et 2015 par Canal+.
Par la suite, l'actrice parvient à sécuriser davantage de rôles principaux.

### Premiers rôles (depuis 2015)

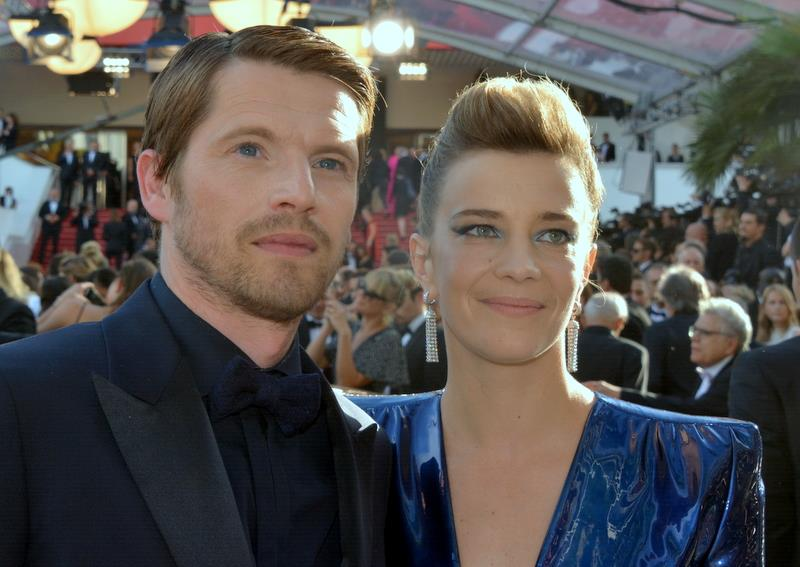
L'actrice aux côtés de Pierre Deladonchamps, son partenaire de Nos années folles, au Festival de Cannes 2017.

En 2015, elle partage l'affiche du drame Les Rois du monde, de Laurent Laffargue, avec Sergi López et Éric Cantona. Puis elle porte le drame indépendant Je vous souhaite d'être follement aimée, d'Ounie Lecomte.
L'année 2016 la voit tenir un second rôle dans la comédie Saint Amour, de Gustave Kervern et Benoît Delépine, aux côtés de Gérard Depardieu, Benoît Poelvoorde et de Vincent Lacoste. Puis elle retrouve Grégory Gadebois et Romain Duris dans le drame franco-belge Cessez-le-feu, d'Emmanuel Courcol.
En 2017, elle porte le drame indépendant Corporate, premier long-métrage de Nicolas Silhol. Puis seconde Pierre Deladonchamps pour le drame Nos années folles, d'André Téchiné. Puis elle fait une petite apparition dans le thriller historique HHhH, de Cédric Jimenez.
En 2018, elle fait partie du casting du drame historique Un peuple et son roi, de Pierre Schoeller, où elle incarne la Reine Audu. Puis en 2019, elle partage l'affiche du drame Mais vous êtes fous, d'Audrey Diwan, avec Pio Marmaï. Elle tient également la même année le rôle de La Hyène dans la série télévisée de Canal+ Vernon Subutex.
Elle est membre du collectif 50/50 qui a pour but de promouvoir l’égalité des femmes et des hommes et la diversité dans le cinéma et l’audiovisuel,.

### Réalisatrice
Elle passe à la réalisation en 2024 avec Niki, un film biographique sur la vie de l'artiste peintre et sculptrice Niki de Saint Phalle. Le film est sélectionné dans la section Un certain regard du festival de Cannes 2024.

### Vie privée
Elle a été en couple avec le réalisateur Laurent Laffargue avec qui elle a une fille née en 2010.
Elle est en couple avec l'architecte Philibert Dechelette.
En avril 2019, la presse annonce qu'elle est enceinte de son deuxième enfant. Le 28 septembre 2019, elle publie sur son compte Instagram une photo annonçant la naissance de son fils le 25 septembre 2019.

## Filmographie

### Actrice de cinéma

#### Longs métrages
- 2006 : Meurtrières de Patrick Grandperret : Lizzy
- 2006 : Marie-Antoinette de Sofia Coppola : Une dame de compagnie
- 2007 : La Chambre des morts d'Alfred Lot : Annabelle
- 2008 : Le Grand Alibi de Pascal Bonitzer : Marthe
- 2009 : La Grande Vie d'Emmanuel Salinger : Aurélia
- 2010 : Au-delà (Hereafter) de Clint Eastwood : Une secrétaire
- 2011 : Avant l'aube de Raphaël Jacoulot : Julie Couvreur
- 2011 : Un été brûlant de Philippe Garrel : Élisabeth
- 2011 : L'Apollonide : Souvenirs de la maison close de Bertrand Bonello : Clotilde
- 2011 : Dans la tourmente de Christophe Ruggia : Laure
- 2012 : Ici-bas de Jean-Pierre Denis : Sœur Luce
- 2012 : De rouille et d'os de Jacques Audiard : Louise
- 2012 : Le Capital de Costa-Gavras : Maud Baron
- 2013 : Un château en Italie de Valeria Bruni Tedeschi : Jeanne
- 2013 : Mon âme par toi guérie de François Dupeyron : Nina
- 2014 : Un voyage de Samuel Benchetrit : Claire
- 2014 : Geronimo de Tony Gatlif : Géronimo
- 2014 : Vie sauvage de Cédric Kahn : Nora
- 2014 : La French de Cédric Jimenez : Jacqueline Michel
- 2015 : Les Rois du monde de Laurent Laffargue : Chantal
- 2015 : Je vous souhaite d'être follement aimée d'Ounie Lecomte : Élisa
- 2015 : Tsunami de Jacques Deschamps : Aline
- 2016 : Saint Amour de Gustave Kervern et Benoît Delépine : Vénus
- 2016 : Cessez-le-feu d'Emmanuel Courcol : Hélène
- 2017 : Corporate de Nicolas Silhol : Émilie Hansen-Tesson
- 2017 : Nos années folles d'André Téchiné : Louise
- 2017 : HHhH de Cédric Jimenez : Marie Moravec
- 2018 : Un peuple et son roi de Pierre Schoeller : Reine Audu
- 2019 : Mais vous êtes fous d'Audrey Diwan : Camille Clémenti
- 2019 : Magari de Ginevra Elkann : Charlotte
- 2020 : Une belle équipe de Mohamed Hamidi : Stéphanie
- 2020 : Rouge de Farid Bentoumi : Emma
- 2021 : Les Fantasmes de David et Stéphane Foenkinos : Lisa
- 2022 : Tropique de la violence de Manuel Schapira : Marie
- 2023 : Brillantes de Sylvie Gautier : Karine[1]
- 2023 : Petites de Julie Lerat-Gersant : La juge
- 2023 : Les Algues vertes de Pierre Jolivet : Inès[1]
- 2024 : Limonov, la ballade de Kirill Serebrennikov : l'intellectuelle à Paris
- 2025 : L'Été de Jahia d'Olivier Meys : Juliette

#### Courts métrages
- 2010 : Femme de personne : La sœur
- 2013 : La Femme de Rio de Emma Luchini et Nicolas Rey : Audrey
- 2013 : Le Verrou de Laurent Laffargue : La femme
- 2014 : Mademoiselle de Guillaume Gouix : La brune

### Actrice de télévision

#### Séries télévisées
- 2007 : Chez Maupassant : Le Père Amable de Olivier Schatzky : Céleste
- 2007 : Sécurité intérieure : Flash-Back de Patrick Grandperret
- 2012 - 2015 : Les Revenants, : Julie Meyer
- 2019 : Vernon Subutex de Cathy Verney : La Hyène
- 2020 : La Flamme : Manon
- 2022 : Infiniti : Anna Zarathi[1]
- 2025 : Malditos : Sara

#### Téléfilms
- 2008 : Figaro de Jacques Weber : Suzanne
- 2008 : L'École du pouvoir de Raoul Peck : Laure de Cigy
- 2010 : Frères de Virginie Sauveur : Juliette

### Réalisatrice
- 2024 : Niki

## Théâtre
- 1999 : Othello, nos nuits auront raison de nos jours, de Shakespeare, mise en scène de Laurent Laffargue, CDN de Bordeaux (repris en 2002 à la MC93 à Bobigny)
- 2000 : Le Songe d’une nuit d’été, nos nuits auront raison de nos jours de Shakespeare, mise en scène de Laurent Laffargue, CDN de Bordeaux (repris en 2002 à la MC93 à Bobigny)
- 2002 : Terminus de Daniel Keene, mise en scène de Laurent Laffargue, création au Théâtre national de Toulouse, tournée
- 2008 : Après la répétition d'Ingmar Bergman, mise en scène de Laurent Laffargue, création au Théâtre de la Commune, tournée
- 2013 : Molly Bloom, la chair qui dit oui, d'après le dernier chapitre d'Ulysse, de James Joyce, mise en scène de Laurent Laffargue, création à La Coursive Scène Nationale-La Rochelle, tournée
- 2017 : Les Trois Sœurs, d'après Anton Tchekhov, mise en scène de Simon Stone, création au Théatre de l'Odéon, puis TNP en 2018

## Distinctions

### Décoration
Officier de l'ordre des Arts et des Lettres (2022)

### Récompenses
- Lumières 2012 : Prix Lumière du meilleur espoir féminin pour L'Apollonide : Souvenirs de la maison close
- Prix Romy-Schneider 2013[1]

### Nomination
- César 2012 : César du meilleur espoir féminin pour L'Apollonide : Souvenirs de la maison close